# Хесус Імас
Хесус Імас (ісп. Jesús Imaz, нар. 26 вересня 1990, Льєйда) — іспанський футболіст, нападник польської «Ягеллонії».

## Ігрова кар'єра
Народився 26 вересня 1990 року в місті Лерида. Вихованець футбольної школи клубу «Льєйда». Дорослу футбольну кар'єру розпочав 2009 року в основній команді того ж клубу у Сегунді Б. За два роки клуб було оголошено банкрутом, утім одночасно було створену новий клуб «Льєйда Еспортіу», до якого перейшло багато ігроків Льєйди, включаючи Імаса. 
Згодом з 2014 по 2017 рік грав у Сегунді за «Льягостер», «УКАМ Мурсія» та «Кадіс».
Влітку 2017 року став одним з іспанських гравців, яких їх співвітчизник Кіко Рамірес запросив до Польщі після свого призначення головним тренером краківської «Вісли». Відіграв за команду з Кракова півтора сезони своєї ігрової кар'єри, протягом яких був основним гравцем атакувальної ланки команди.
На початку 2019 року змінив команду, ставши гравцем «Ягеллонії». У ній не лише продовжив бути гравцем основного складу, але й суттєво покращив результативність. Зокрема у другій половині сезону 2018/19 забив за нову команду 10 голів у 14 матчах, що дозволило йому із результатом 16 голів розділити третє місце у рейтингу найкращих бомбардирів сезону Екстракляси. Наступного сезону продовжив регулярно вражати ворота суперників, до переривання змагань у березні 2020 року через пандемію коронавірусу встиг взяти участь у 25 матчах першості, забивши 11 голів.

## Титули та досягнення
- Володар Суперкубка Польщі (1):

«Ягеллонія» (Білосток): 2024